# Chaerophyllum hakkiaricum
Chaerophyllum hakkiaricum là một loài thực vật có hoa trong họ Hoa tán. Loài này được Hedge & Lamond mô tả khoa học đầu tiên năm 1971.